# Llista d'Abidos
La llista d'Abidos és una relació de faraons de l'antic Egipte que es va trobar a una sala del temple de Seti I a Abidos.
Fou escrita durant el regnat de Ramsès II i esmenta els seus 76 predecessors, però alguns estan convenientment esborrats com Hatshepsut i Akhenaton. No hi apareixen els reis dels segon període entremig.
Un duplicat de la llista, bastant deteriorat, es va trobar al temple de Ramsès II a Abidos, al costat de l'anterior.

## Contingut de la llista

### Dinastia I

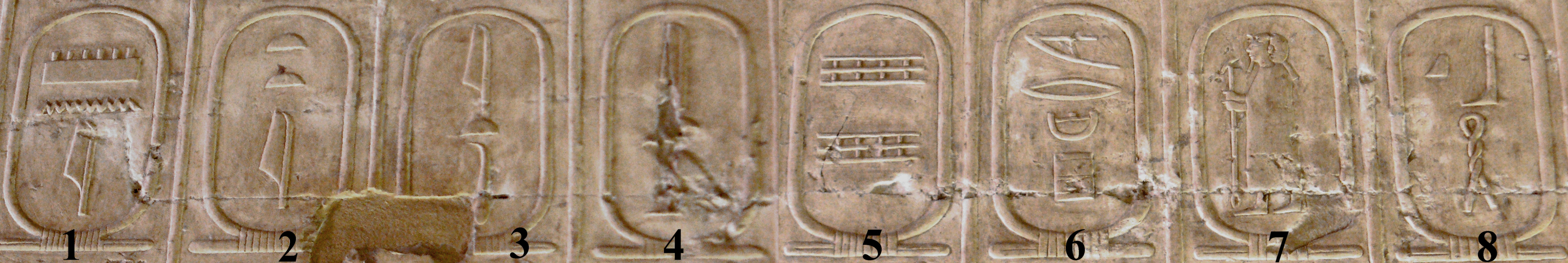
Primera dinastia

| n°     | 1    | 2    | 3   | 4   | 5     | 6       | 7     | 8    |
| prenom | Meni | Teti | Iti | Ita | Septi | Merbiap | Semsu | Kebh |

### Dinastia II

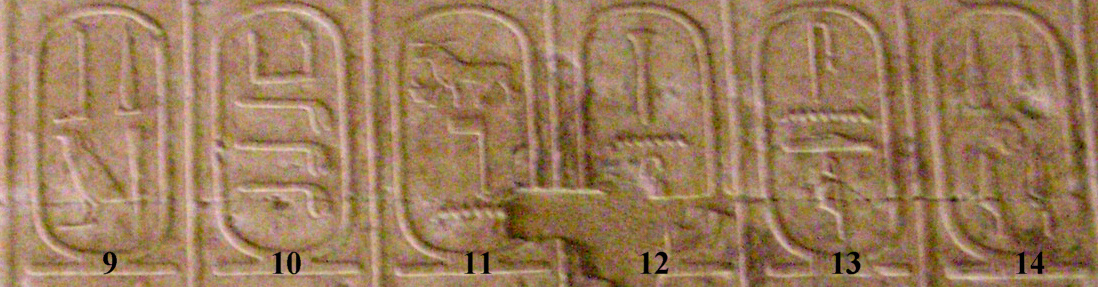
Segona dinastia

| n°     | 9      | 10    | 11       | 12      | 13    | 14      |
| prenom | Bedjau | Kakau | Banetjer | Wadjnas | Sendi | Djadjay |

### Dinastia III

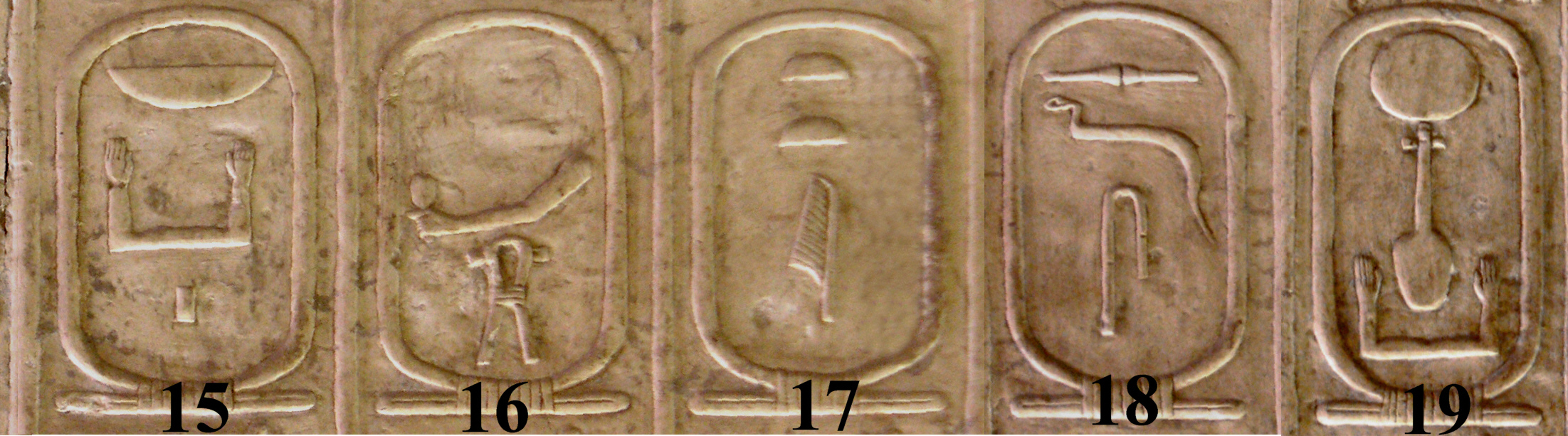
Tercera dinastia

| n°     | 15    | 16                 | 17   | 18     | 19        |
| prenom | Nebka | Netjerykhet Djoser | Teti | Sedjes | Neferkara |

### Dinastia IV

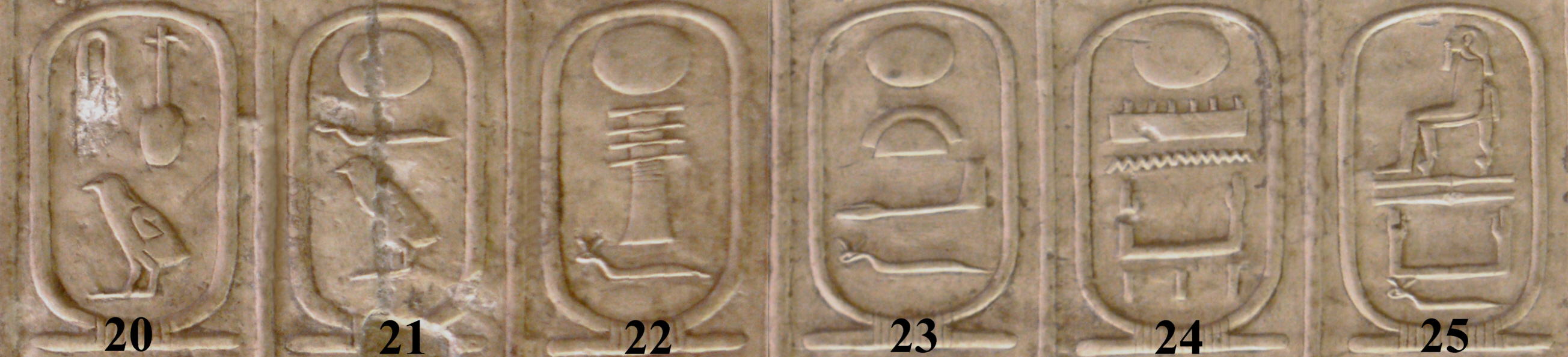
Quarta dinastia

| n°     | 20     | 21    | 22       | 23     | 24       | 25         |
| prenom | Snefru | Khufu | Djedefra | Khafra | Menkaura | Shepseskaf |

### Dinastia V

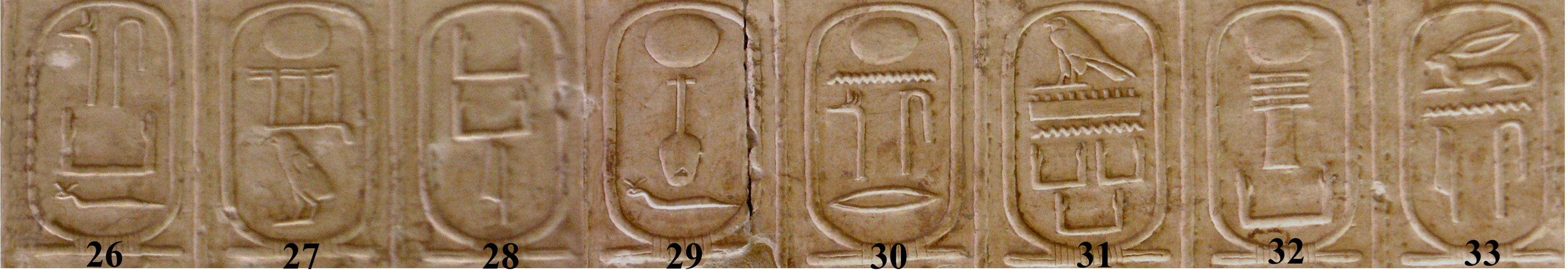
Cinquena dinastia

| n°     | 26      | 27     | 28    | 29        | 30       | 31        | 32       | 33   |
| prenom | Userkaf | Sahure | Kakai | Neferefre | Niuserre | Menkauhor | Djedkare | Unas |

### Dinastia VI

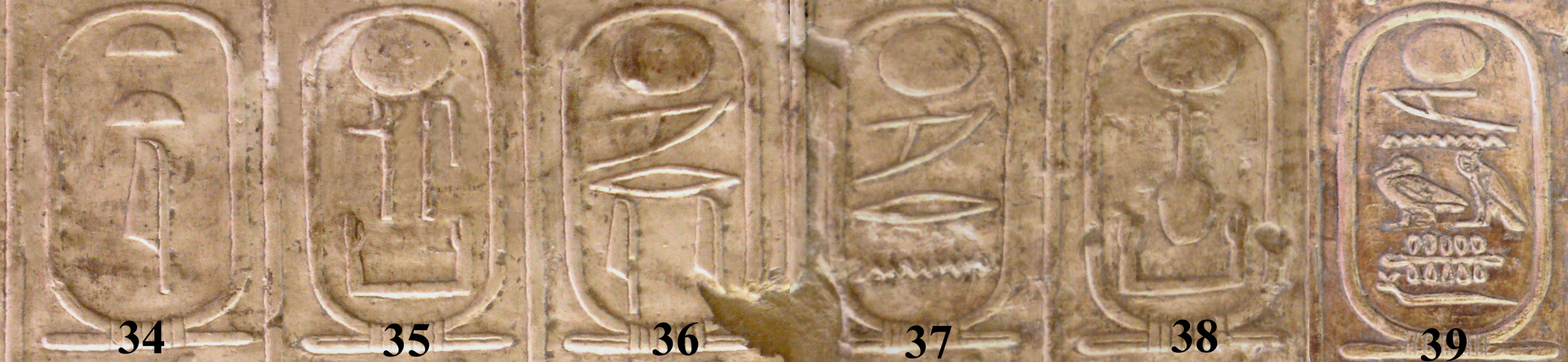
Sisena dinastia

| n°     | 34   | 35       | 36     | 37      | 38        | 39      |
| prenom | Teti | Userkare | Meryre | Merenre | Neferkare | Merenre |

### Dinastia VII

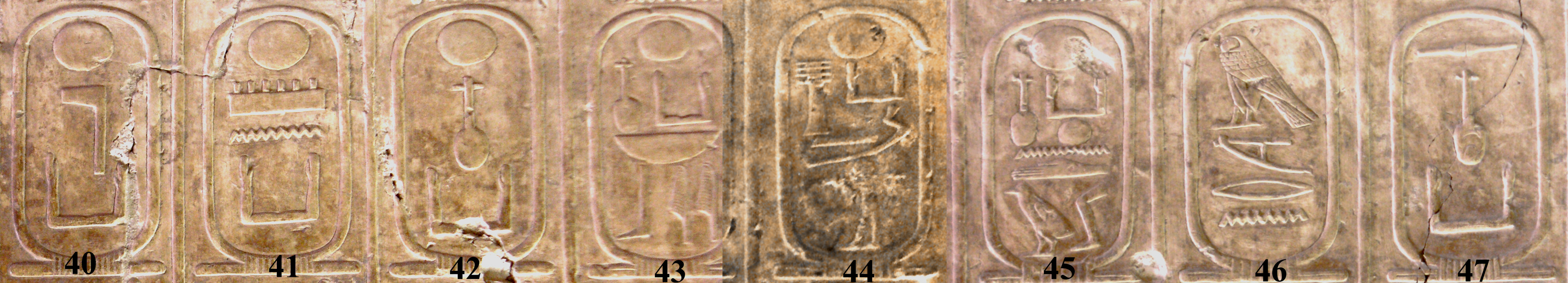
Setena i vuitena dinasties

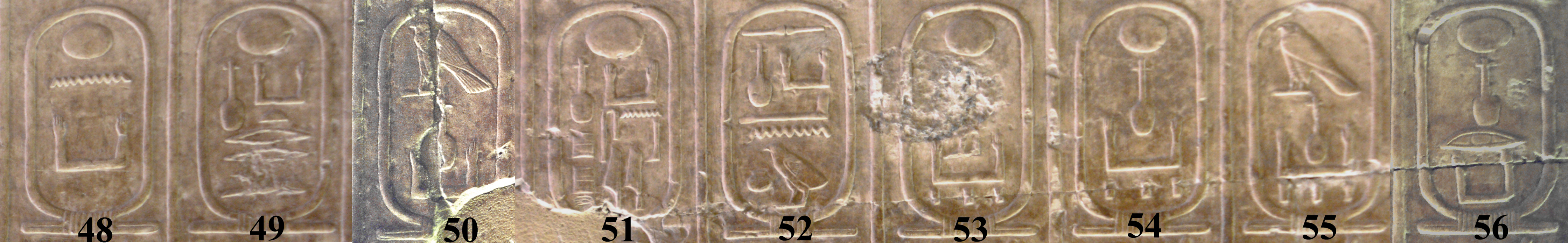
Setena/vuitena dinastia

| n°     | 40         | 41      | 42        | 43                 | 44              | 45               | 46       | 47       |
| prenom | Netjerkare | Menkare | Neferkare | Neferkare III Nebi | Djedkare Shemai | Neferkare Khendu | Merenhor | Sneferka |

| n°     | 48     | 49               | 50         | 51                  | 52              | 53      | 54         | 55          | 56          |
| prenom | Nikare | Neferkare Tereru | Neferkahor | Neferkare Pepiseneb | Sneferkare Annu | Kakaura | Neferkaure | Neferkauhor | Neferirkare |

### Dinastia XI

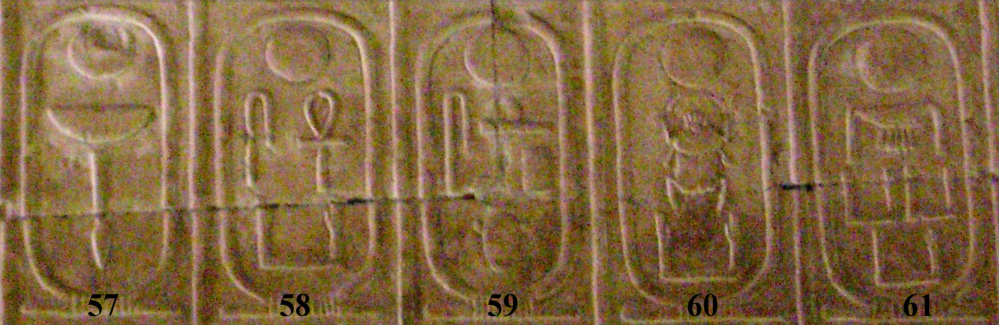
Novena dinastia

| n°     | 57         | 58        |
| prenom | Nebhepetre | Sankhkare |

### Dinastia XII

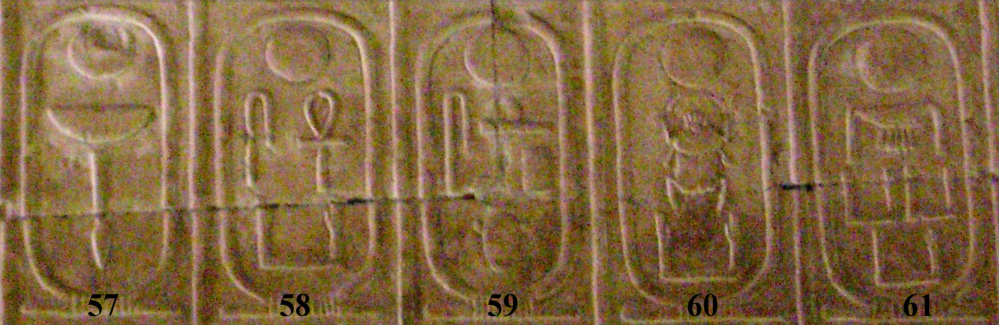
Dotzena dinastia

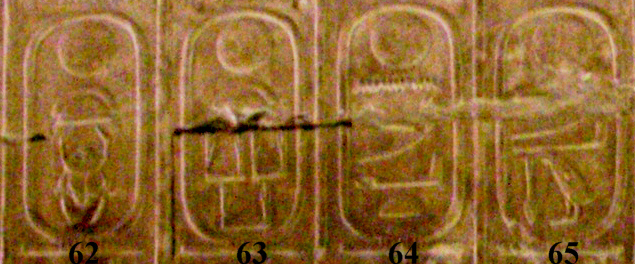
Dotzena dinastia

| n°     | 59          | 60         | 61        | 62         | 63       | 64       | 65         |
| prenom | Sehetepibre | Kheperkare | Nebukaure | Khakeperre | Khakaure | Nemaatre | Maakherure |

### Dinastia XVIII

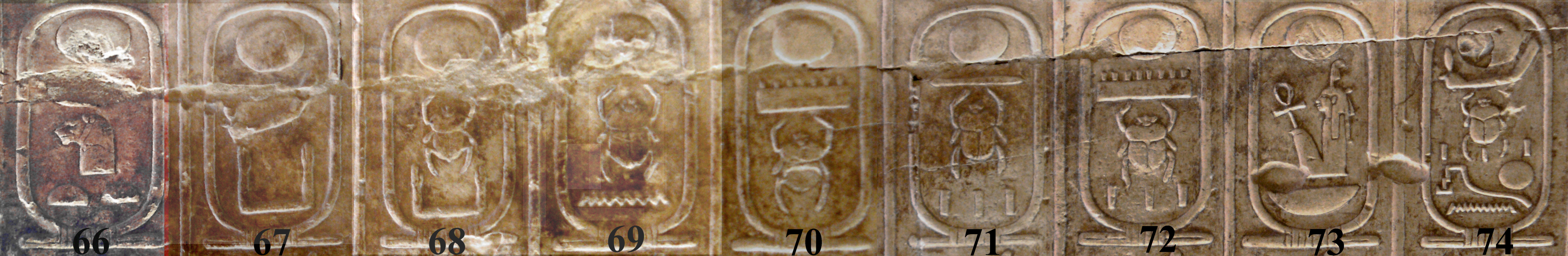
Divuitena dinastia

| n°     | 66         | 67         | 68           | 69           | 70          | 71          | 72           | 73        | 74                        |
| prenom | Nebpehtira | Djeserkara | Aakheperkara | Aakheperenra | Menkheperra | Aakheperura | Menkheperura | Nebmaatra | Djeserkheperura Setepenra |

### Dinastia XIX

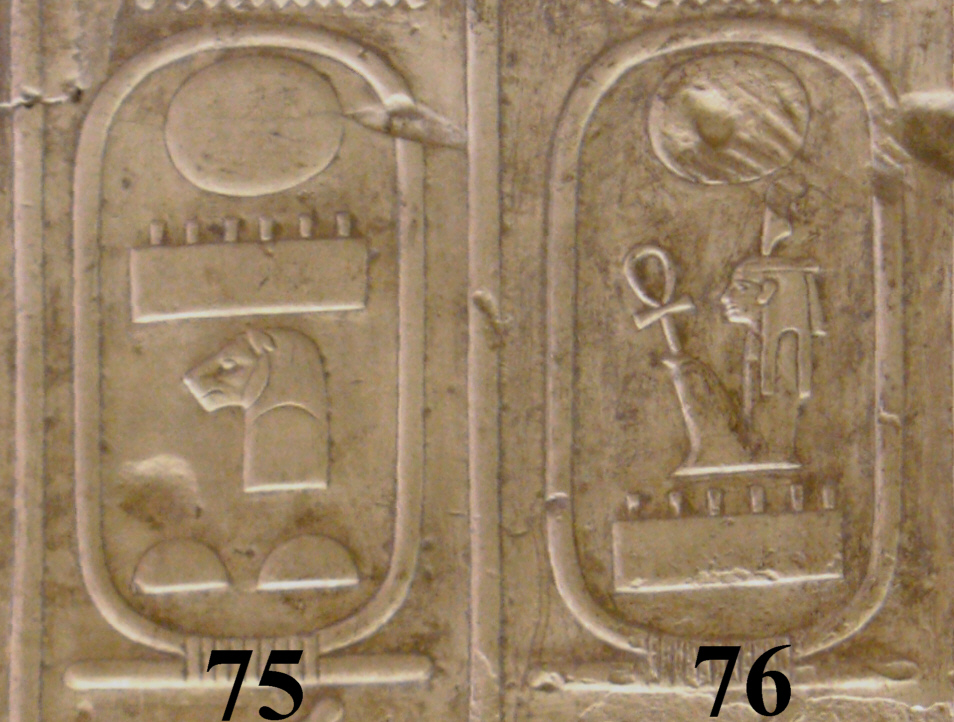
Dinovena dinastia

| n°     | 75         | 76        |
| prenom | Menpehtira | Menmaatra |